# Церковь Рождества Христова (Коптевка)
Церковь во имя Рождества Христова — бывшая приходская церковь в селе Коптевка Ульяновской области, Симбирской епархии Симбирской митрополии Русской православной церкви. С 2017 года — памятник градостроительства и архитектуры РФ.

## История
Каменный тёплый храм построен прихожанами в 1835 году; обнесён деревянной оградой. Престол в нём в честь Рождества Христова. При храме была тесовая часовня. Причт состоял из священника, дьякона и псаломщика.
Храм был закрыт в 1937 году. После войны в храме хранилось колхозное зерно. Ныне пустует и постепенно разрушается.
Распоряжением Правительства Ульяновской области «О включении выявленных объектов культурного наследия в единый государственный реестр объектов культурного наследия (памятников истории и культуры) народов Российской Федерации и утверждении границ территорий объектов культурного наследия» № 343-пр от 17.07.2017 года церковь Рождества Христова признана памятником градостроительства и архитектуры.

## Описание
Церковь Рождества Христова стоит на самой вершине холма, официально находится в селе Коптевка Новоспасского района, но территориально располагается ближе к селу Старое Томышево.
Храм построен из кирпича в виде ротонды, венчающейся обширным куполом с полицами, с дорическими портиками, находящимися под углом 120° один к другому. Портики состоят из тосканских колонн. Небольшая трапезная соединяла здание с двухъярусной колокольней. Окна храма одинаковой формы с арочным верхом. На них частично сохранены металлические решётки. Внутренние росписи и интерьеры утрачены. Рождественская церковь — памятник эпохи позднего классицизма с уникальным воплощением в форме ротонды. Колокольня второй половины XIX столетия — образец архитектуры поздней эклектики.

## Святыни
Церковные книги, печать храма и старинные иконы, которые хранятся в музее открытый в 1967 году.

## Духовенство
Последний священник Христо-Рождественского храма Соколовский Леонид Александрович, был репрессирован.

## Галерея

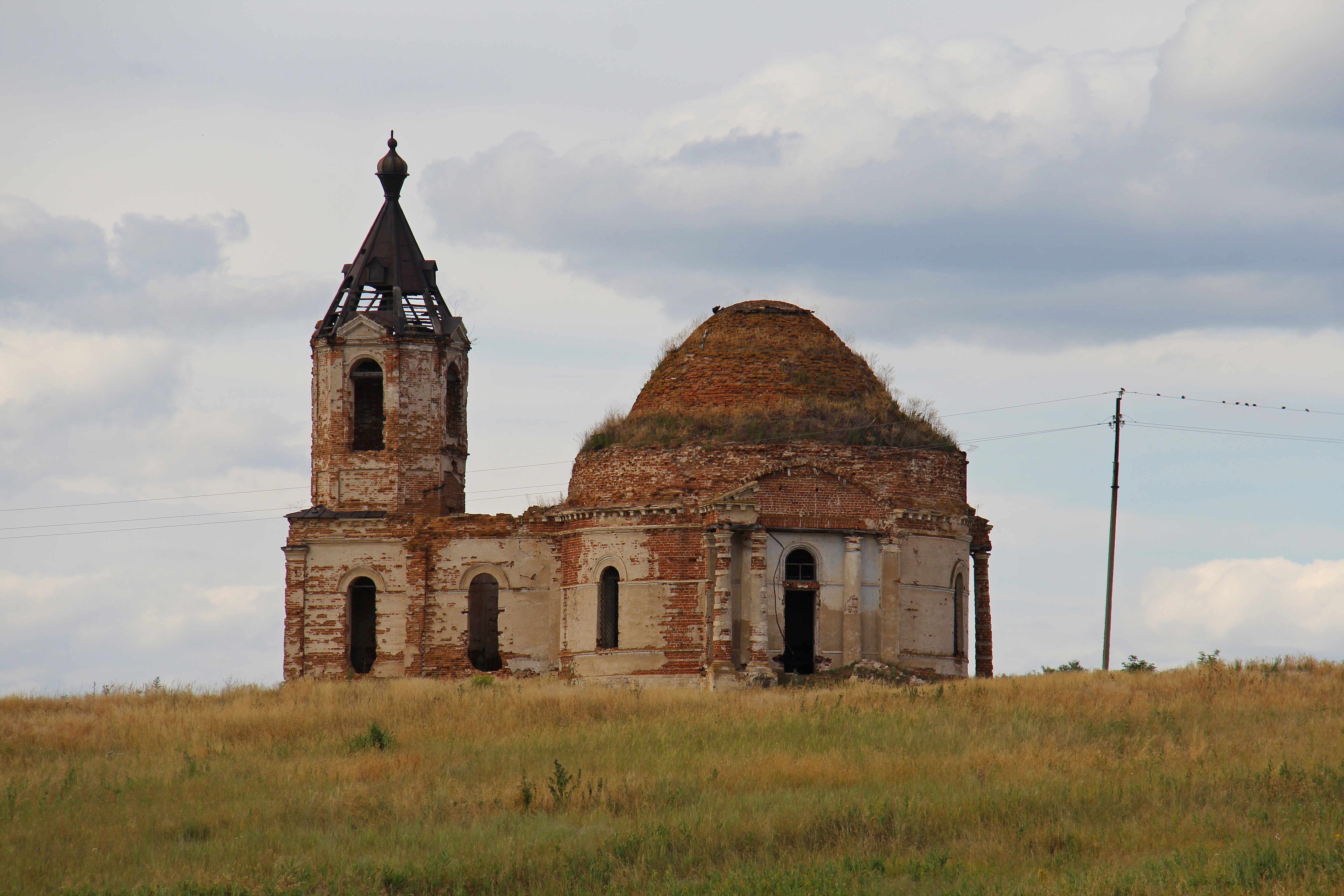
Вид на церковь с трассы М-5.
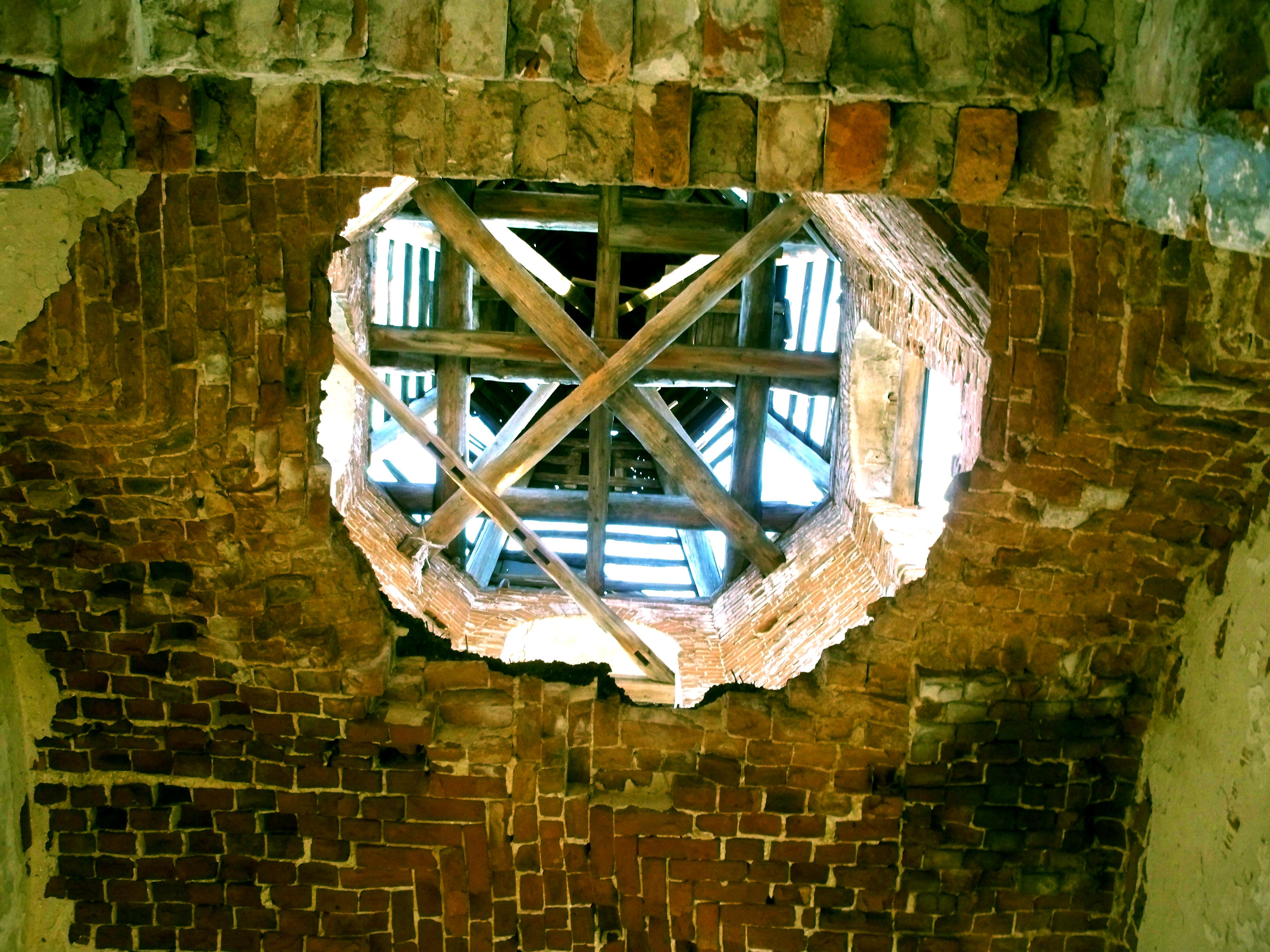
Вид на колокольню.
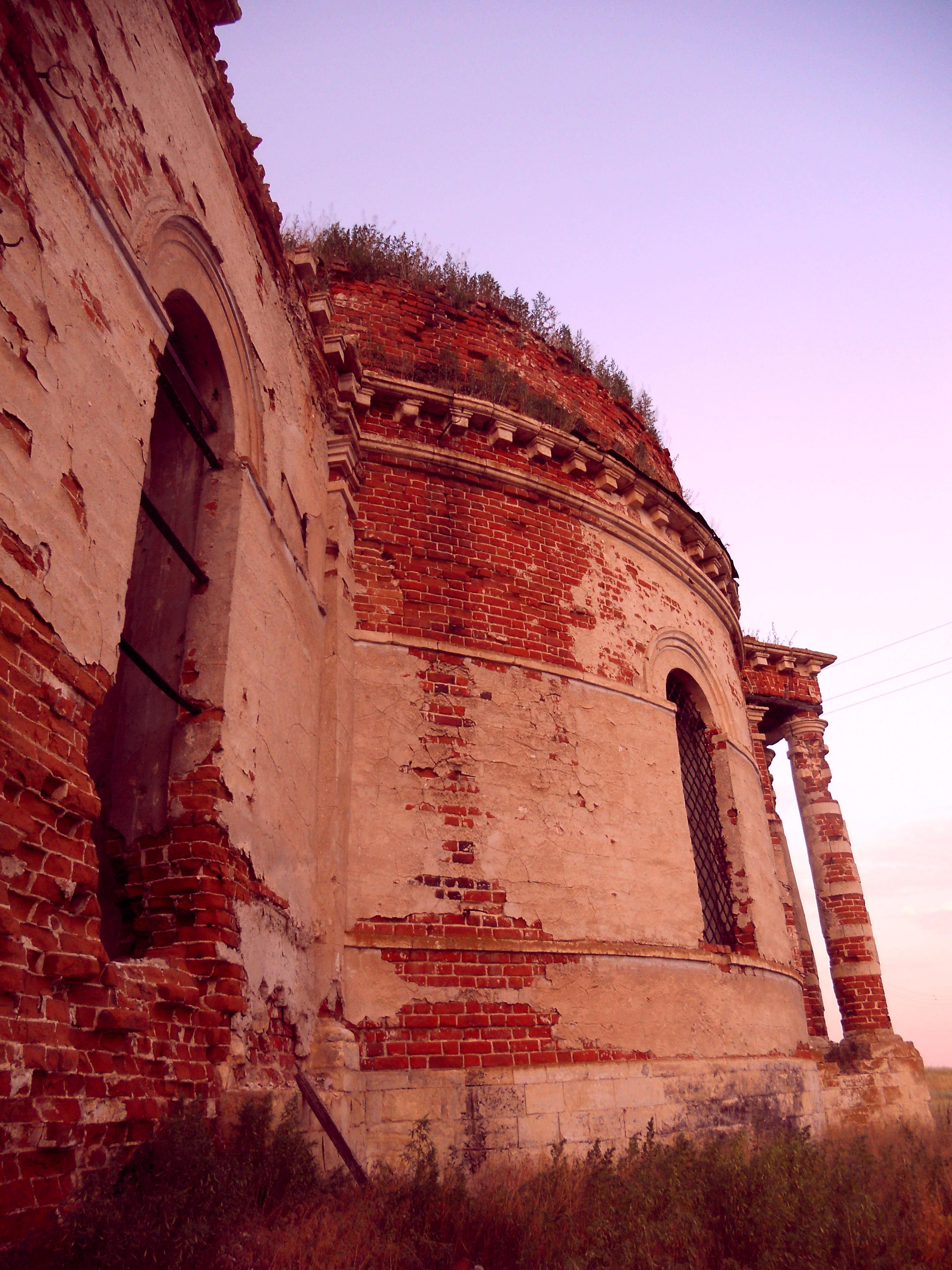
Церковь Рождества Христова (вид с боку).
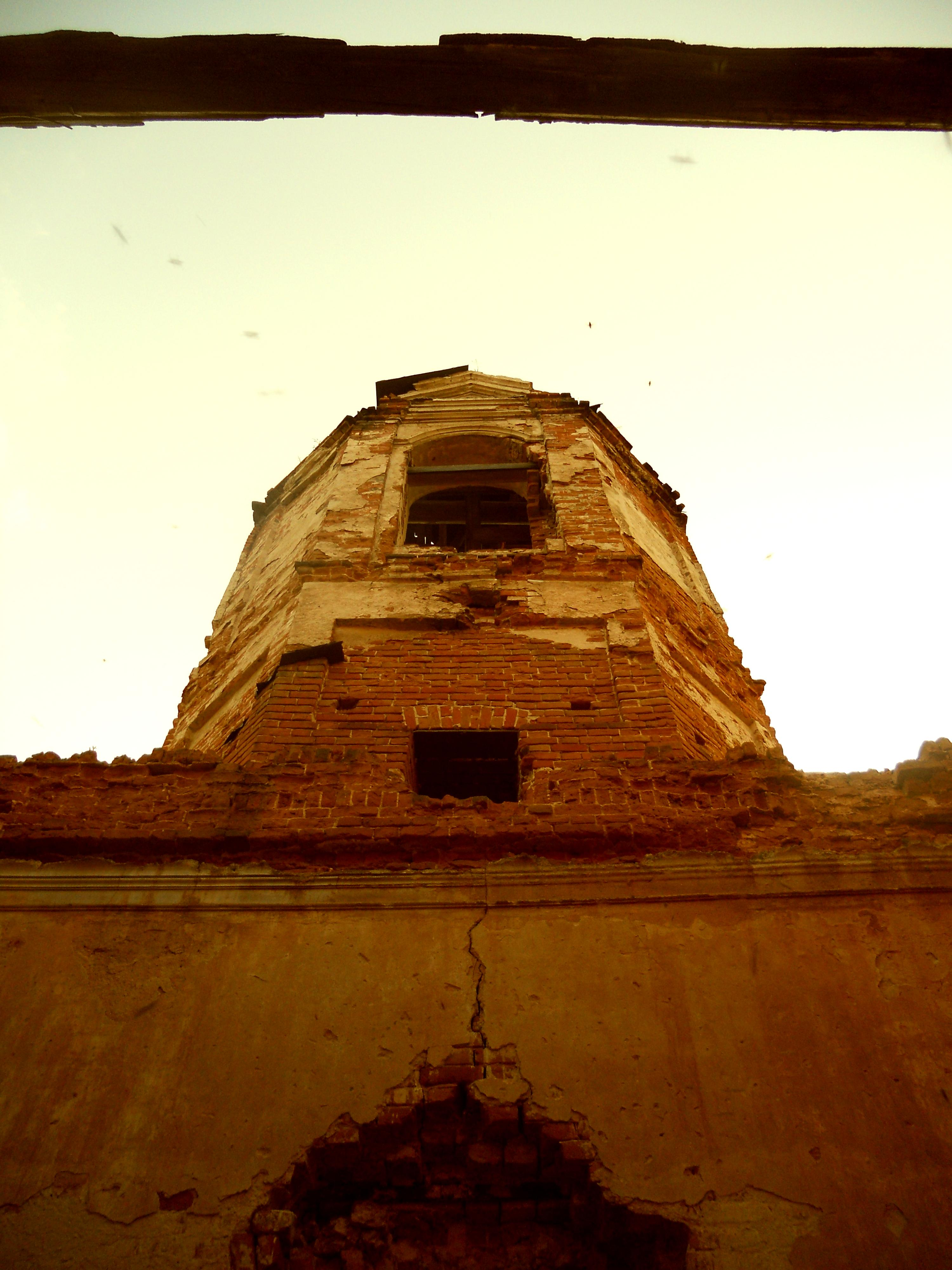
Колокольня церковь Рождества Христова.
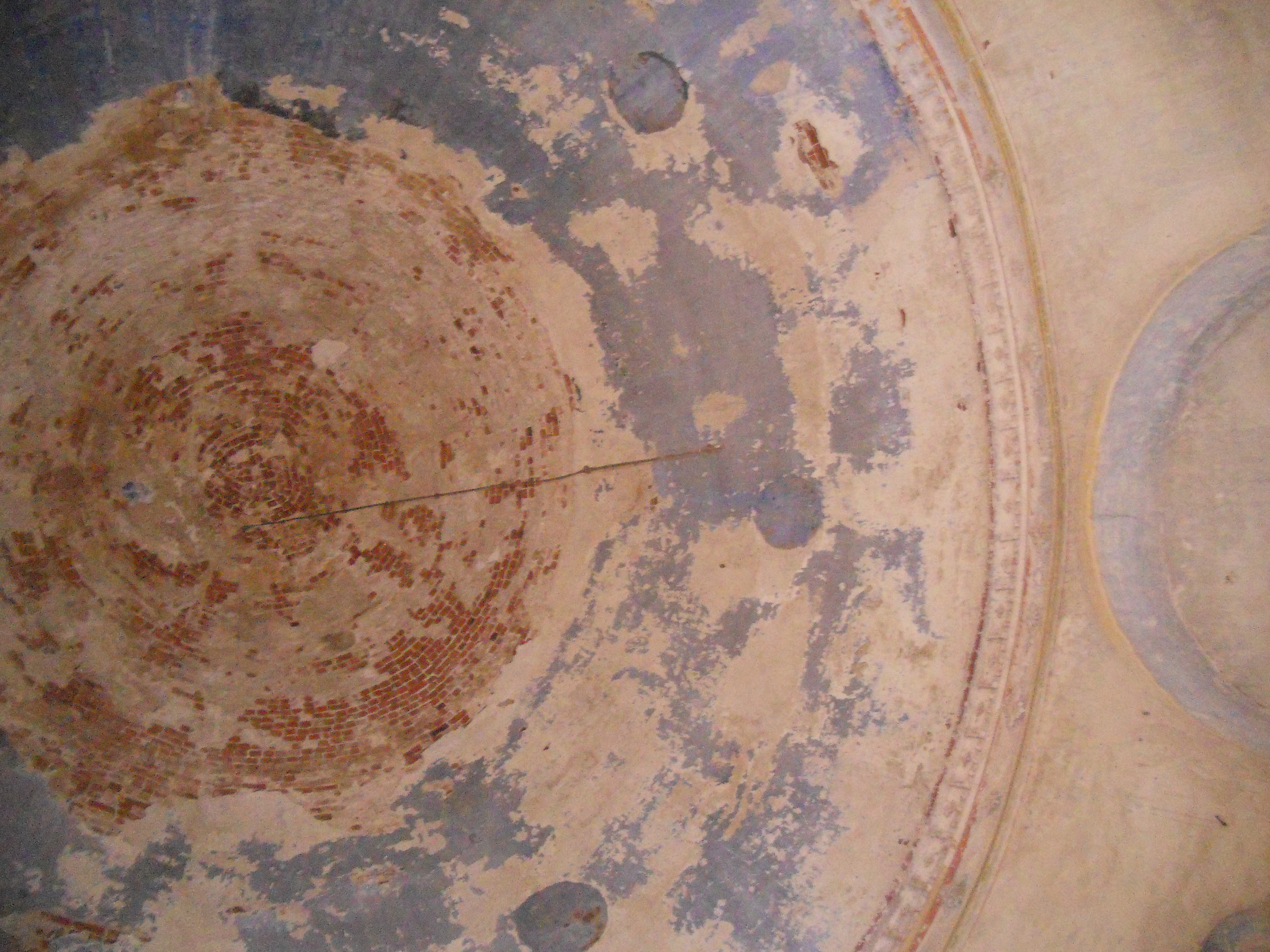
Свод церковь Рождества Христова.
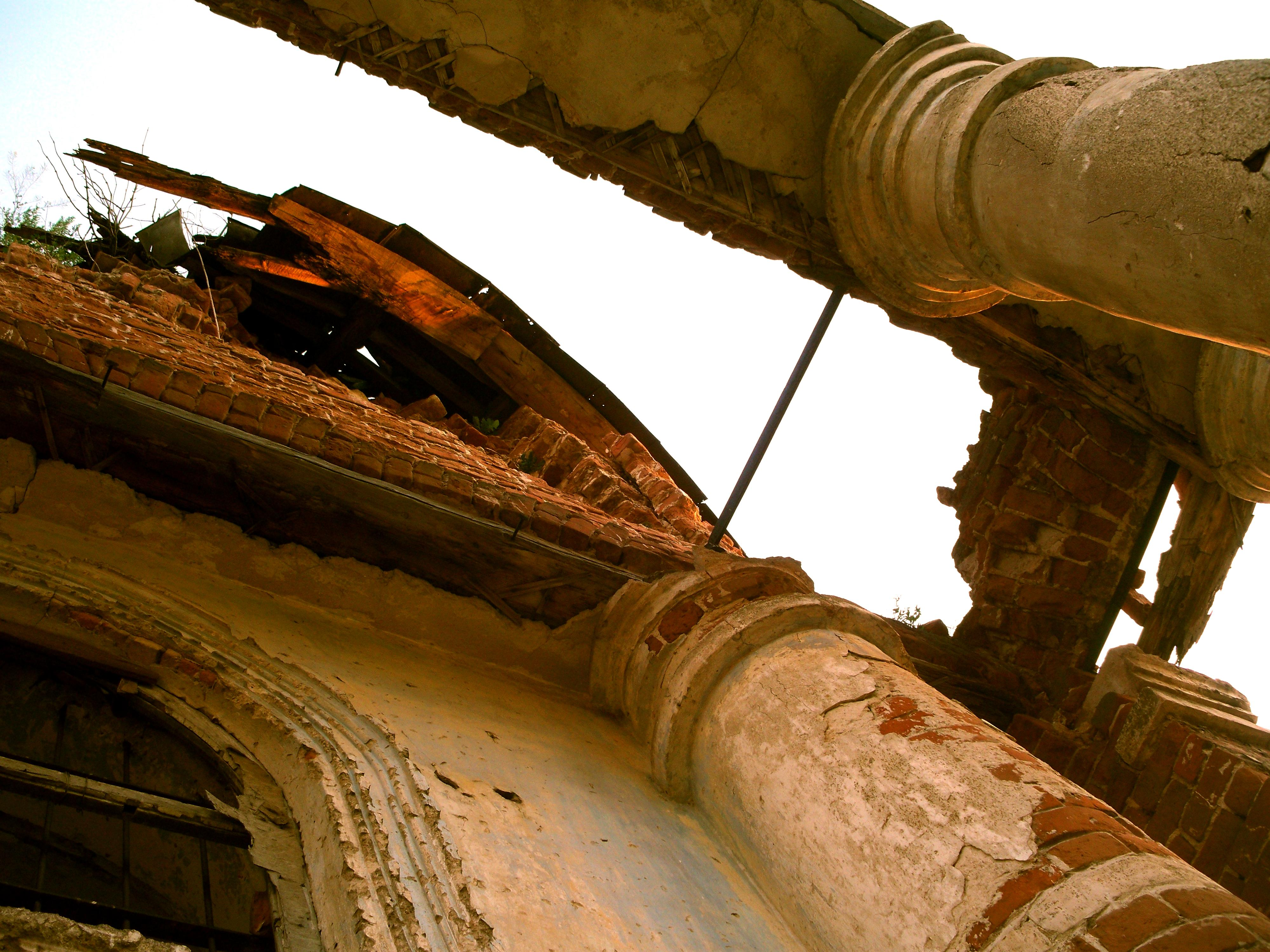
Фрагмент церкви Рождества Христова.